# Cue (Marskrater)
Cue ist ein 1991 registrierter Krater auf dem Mars mit einem Durchmesser von rund 10,5 Kilometern.
Benannt wurde der Krater nach der Stadt Cue in der Region Mid West im australischen Bundesstaats Western Australia.